# Hermann Pius Siller
Hermann Pius Siller (* 3. März 1929 in Heidenheim an der Brenz) ist ein deutscher römisch-katholischer Theologe.

## Leben
Hermann Pius Siller studierte katholische Theologie, Philosophie, Volkskunde und Kunstgeschichte an den Universitäten Tübingen und Innsbruck. 1963 wurde er mit einer von Karl Rahner betreuten Dissertation über die Unbegreiflichkeit Gottes bei Thomas von Aquin promoviert. 1972 wurde Siller Dozent und 1973 Professor für Religionspädagogik an der Pädagogischen Hochschule Weingarten. 1977 wurde er ordentlicher Professor für Katholische Theologie (Praktische Theologie und Religionspädagogik) an der Johann-Wolfgang-Goethe-Universität Frankfurt am Main. Hier gehörte er zu dem Mitbegründern von „Theologie Interkulturell“ und wurde deren erster Leiter. 1994 wurde Siller emeritiert.

## Ehrungen
Zu seinem 65. Geburtstag wurde ihm, „dem Praktiker theologischer Handlungstheorie“, eine Festschrift gewidmet, ebenso zu seinem 75. Geburtstag.

## Schriften
- Die Incomprehensibilitas Dei bei Thomas von Aquin. Diss., Universität Innsbruck 1963; überarbeitete Ausgabe: Universitätsbibliothek Freiburg 2009 (Digitalisat).
- mit Günter Biemer: Grundfragen der Praktischen Theologie. Grünewald, Mainz 1971.
- Handbuch der Religionsdidaktik. Herder, Freiburg 1991.
- als Herausgeber: Suchbewegungen. Synkretismus – kulturelle Identität und kirchliches Bekenntnis. Wissenschaftliche Buchgesellschaft, Darmstadt 1991.
- Letzte Erfahrungen. Vom Licht der Unbegreiflichkeit. Echter, Würzburg 2012.